# Дімітріс Псатас
Дімітріс Псатас (Псафас) (грец. Δημήτρης Ψαθάς; 1907, Трабзон, Османська імперія — 13 листопада 1979, Афіни, Греція) — грецький журналіст, письменник-сатирик і драматург.

## Біографія
Народився в жовтні 1907 року в Трабзоні в Османській імперії. Через малоазійську катастрофу у 1923 році змушений був переїхати до Афін.
У 1925 році влаштувався на роботу в газету «Крок свободи» (грец. Ελεύθερον Βήμα).
З 1935 року під псевдонімом Свідок публікував замітки із залу суду в газеті «Афінські новини». Згодом з цим виданням, перейменованим після окупації в «Новини», співпрацював більше 40 років.
Помер в Афінах 13 листопада 1979 року.

## Творчість
У 1937 році Псатас опублікував першу книгу — збірку гумористичних розповідей «Феміда в дусі», а вже на наступний рік другу — «Феміда не в дусі».
У 1939-1941 роках в журналі «Скарб» (грец. Θησαυρός) вийшла серія розповідей з циклу «Життя мадам Сусу». В 1941 році Псатас зібрав розповіді в книгу «Мадам Сусу», яку в 1942 році він переробивл в театральну п'єсу. «Мадам Сусу» принесла письменнику широку відомість. У 1948 році режисер Такіс Музенідіс зняв по книзі однойменний фільм.
Також відомі його книги: «Вимагається брехун!» (1953), «Молоді фарисеї» (1954), «Дурень з половиною» (1955), «Давай роздягнемося» (1962), «Прокинься, Василій» (1965) та інші.

## Пам'ять
- У 2015 році Грецька пошта в серії до сторіччя Союзу журналістів щоденних афінських газет випустила марку, присвячену Дімітрісу Псатасу[6].